# The Sandman (televisieserie)
The Sandman is een Amerikaanse fantasy-dramaserie gebaseerd op het gelijknamige stripboek, geschreven door Neil Gaiman en uitgegeven door DC Comics. De serie is ontwikkeld door Gaiman, David S. Goyer en Allan Heinberg voor de streamingdienst Netflix en geproduceerd door DC Entertainment en Warner Bros. Television. Net als de strip vertelt The Sandman het verhaal van Morpheus, de titulaire Sandman. De serie speelt Tom Sturridge als Morpheus, met Boyd Holbrook, Vivienne Acheampong en Patton Oswalt in bijrollen.
The Sandman werd uitgebracht op 5 augustus 2022 en op 19 augustus 2022 werden twee korte afleveringen toegevoegd aan de serie. Eentje is een animatie-aflevering, gemaakt door de Hisko Hulsing. De serie werd positief ontvangen en stond de eerste weken in 89 landen op de eerste plaats bij Netflix.

## Verhaal
De Sandman wordt honderd jaar lang gevangen gehouden door een Britse occultist en veroorzaakt Europese slaapziekte. Eenmaal bevrijd, moet hij zijn insignes ophalen: een zak met droomzand, een helm en een robijn. Het is ook een kwestie van het herbouwen van zijn droomrijk en het terugbrengen van verschillende ontsnapte nachtmerries die tot onheil in de mensenwereld leiden. Tijdens zijn afwezigheid verwekte zijn broer Desire een kind bij een vrouw die altijd sliep, en ze beviel terwijl ze nog sliep. Ze wordt wakker als een oude vrouw na Sandmans thuiskomst en vindt haar achterkleindochter, Rose Walker, die op zoek is naar haar kleine broertje Jed, die eerst is misbruikt door liefdeloze pleegouders en vervolgens op een seriemoordenaarsconventie is gestuit. Rose blijkt een 'droomkrans' te zijn, wat betekent dat ze de dromen van andere mensen kan binnengaan. Dit helpt haar Jed te redden, maar haar vermogen dreigt het hele universum te vernietigen, waardoor de Sandman moet ingrijpen.

## Rolverdeling

### Hoofdrol
- Tom Sturridge als Morpheus / Dream
- Boyd Holbrook als de Corinthian
- Vivienne Acheampong als Lucienne
- Patton Oswalt als de stem van Matthew the Raven
- David Thewlis als John Dee
- Jenna Coleman als Johanna Constantine
- Gwendoline Christie als Lucifer Morningstar
- Kirby Howell-Baptiste als Death
- Ferdinand Kingsley als Hob Gadling
- Sandra James-Young als Unity Kinkaid
- Kyo Ra als Rose Walker / The Vortex
- Razane Jammal als Lyta Hall
- Eddie Karanja als Jed Walker / The Sandman

### Terugkerend
- Joely Richardson als Ethel Dee-Cripps / Madame Daudet
- Nina Wadia als de Fate Mother
- Souad Faress als de Fate Crone
- Dinita Gohil als de Fate Maiden
- Gianni Calchetti als de Death Stalker
- Asim Chaudhry als Abel
- Sanjeev Bhaskar als Cain
- Mason Alexander Park als Desire
- Cassie Clare als Mazikeen
- John Cameron Mitchell als Hal Carter
- Stephen Fry als Gilbert / Fiddler's Green
- Mark Hamill als de stem van Mervyn Pumpkinhead
- Donna Preston als Despair
- Lloyd Everitt als Hector Hall
- Ben Wiggins als Carl
- Andi Osho als Miranda Walker
- Cara Horgan als Zelda
- Daisy Badger als Chantal
- Lily Travers als Barbie
- Richard Fleeshman als	Ken
- Sam Hazeldine als	Barnaby
- Lisa O'Hare als Clarice
- Kerry Shale als Nimrod
- Danny Kirrane als	Fun Land
- Jill Winternitz als de Good Doctor
- Lenny Henry als de stem van Martin Tenbones

## Afleveringen
| Afl. | Titel                                   | Regie                                                                 | Scenario                                     | Releasedatum Netflix |
| 1    | "Sleep of the Just"                     | Mike Barker                                                           | Neil Gaiman, David S. Goyer & Allan Heinberg | 5 augustus 2022      |
| 2    | "Imperfect Hosts"                       | Jamie Childs                                                          | Allan Heinberg                               | 5 augustus 2022      |
| 3    | "Dream a Little Dream of Me"            | Jamie Childs                                                          | Jim Campolongo                               | 5 augustus 2022      |
| 4    | "A Hope in Hell"                        | Jamie Childs                                                          | Austin Guzman                                | 5 augustus 2022      |
| 5    | "24/7"                                  | Jamie Childs                                                          | Ameni Rozsa                                  | 5 augustus 2022      |
| 6    | "The Sound of Her Wings"                | Mairzee Almas                                                         | Lauren Bello                                 | 5 augustus 2022      |
| 7    | "The Doll's House"                      | Andrés Baiz                                                           | Heather Bellson                              | 5 augustus 2022      |
| 8    | "Playing House"                         | Andrés Baiz                                                           | Alexander Newman-Wise                        | 5 augustus 2022      |
| 9    | "Collectors"                            | Coralie Fargeat                                                       | Vanessa James Benton                         | 5 augustus 2022      |
| 10   | "Lost Hearts"                           | Louise Hooper                                                         | Jay Franklin                                 | 5 augustus 2022      |
| 11   | "Dream of a Thousand Cats" / "Calliope" | Hisko Hulsing ("Dream of a Thousand Cats") Louise Hooper ("Calliope") | Catherine Smyth-McMullen                     | 19 augustus 2022     |